# Uckerfelde
Uckerfelde é um município da Alemanha, situado no distrito de Uckermark, no estado de Brandemburgo. Tem 45,93 km² de área, e sua população em 2019 foi estimada em 956 habitantes.